# Beatrix xứ Zollern
Beatrix xứ Zollern (tiếng Đức: Beatrix von Zollern; k. 1362, Nürnberg – 10 tháng 7 năm 1414, Perchtoldsdorf), còn gọi là Beatrix xứ Nürnberg (tiếng Đức: Beatrix von Nürnberg), là con gái của Friedrich V, Quản thành bá tước (Burggraf) xứ Nürnberg, và Elisabeth xứ Meissen.
Năm 1375 tại Vienna, bà cưới Công tước Albrecht III của Áo. Họ có một con trai: Albrecht IV.